# Bassam Yammine
Bassam Yammine, né à Zghorta en 1968, est un homme politique et un homme d’affaires libanais.
Diplômé en gestion et en informatique aux États-Unis, il gère de nombreuses entreprises commerciales et financières aux États-Unis, au Liban et en Arabie saoudite et se spécialise dans le secteur bancaire.

## Biographie
Entre 1997 et 2003, il est conseiller de l’ancien ministre Soleimane Frangié Jr qui le nomme coordinateur des relations entre le ministère de la Santé et la Banque mondiale.
Également proche de l’ancien Premier ministre Najib Mikati, ce dernier le nomme en avril 2005, ministre de l’Industrie et ministre de l’Énergie et de l’Eau. Il occupera ce poste jusqu’en juillet 2005.
Depuis septembre 2007, Bassam Yamine est co-PDG du Crédit suisse au Moyen-Orient, il dirige les divisions d'Investment Banking et d'Asset Management de l'entreprise.Bassam Yammine joins Credit Suisse